# Antrocephalus mitys
Antrocephalus mitys är en stekelart som först beskrevs av Walker 1846.  Antrocephalus mitys ingår i släktet Antrocephalus och familjen bredlårsteklar. Inga underarter finns listade i Catalogue of Life.